# San Gorgonio Mountain
San Gorgonio Mountain je nejvyšší hora souboru horských pásem Transverse Ranges a současně nejvyšší hora Jižní Kalifornie.
Je také jednou z hor s největší prominencí ve Spojených státech.

## Geografie a geologie
San Gorgonio Mountain leží v pohoří San Bernardino Mountains, přibližně 120 km východně od Los Angeles. Hora má tvar pyramidy a vystupuje z poměrně nízkého terénu. Severní část San Gorgonia je příkrá, jižní naopak pozvolná. Geologicky horu tvoří adamellit vystupující z prekambrické ruly.